# 곽익
{\displaystyle }곽익(霍弋, ? ~ 271년)은 중국 삼국 시대 촉한, 그리고 서진의 정치가 · 무장으로, 자는 소선(紹先)이다. 형주 남군 지강현 사람으로 곽준의 아들이다.

## 생애
《삼국지》 곽왕상장양비전에 자전이 남아 있으며, 《진서》권57 열전 제27에도 관련 기록이 있다.

### 중앙 관료 시절
유비 말년에 태자사인이 되었고, 유선이 즉위하자 알자가 되었다. 제갈량이 한중에 주둔하면서, 청하여 기실(記室)이 되었고, 제갈량의 아들 제갈교와 함께 각지를 유람하며 주선했다. 제갈량이 죽자 황문시랑이 되었다. 태자로 유선이 서면서 태자중서자가 되었다. 유선이 기사를 좋아하여 법도 없이 드나들자, 곽익은 이를 간했다.

### 남방을 총독하다
참군 · 내강둔부이도독이 되었고, 직무는 그대로 맡으며 호군으로 전임되었다. 영창군에서 요족이 복종하지 않고 자주 노략질을 하자, 곽익이 영창태수가 되어 토벌하고 그 우두머리를 베고 읍락을 파괴하여 평정했다. 감군장군으로 옮기고 건녕태수를 겸하여 남쪽 군들을 통할했다. 경요 6년(263년), 안남장군이 되었다.
마침 촉한이 조위에 병탄되자, 남방을 보전하다 귀순하여 전임을 그대로 맡았다. 《한진춘추》에는 이 무렵의 일이 더 기록되어 있다. 곽익은 조위가 쳐들어온다는 소식을 듣고 성도로 가고자 했으나, 조정에서 받아들이지 않았다. 마침내 성도가 무너지자, 소복을 입고 곡했다. 여러 장수들이 속히 조위에 귀순하기를 청했으나, 황제의 안위가 아직 확인되지 않았으므로 항복하지 않고 있다가 황제가 동쪽으로 갔음을 듣고 남방 6군을 거느리고 항복했다. 사마소는 이를 좋게 여기고 곽익을 남중도독으로 임명하여 이전의 직무를 그대로 행하게 했다. 나중에 오나라의 교지태수 손서를 죽이고 위나라에 귀부한 여흥(呂興)을 도와 교지, 일남, 구진 3군을 평정하고, 열후에 봉해졌다.
여흥이 공조 이통에게 죽임을 당하자 서진 무제는 여흥의 후임으로 건녕 사람 찬곡(爨穀)을 태수로 삼았으나 죽었고, 다시 파서 사람 마융(馬融)으로 태수를 삼았으나 또 병사했다. 태시 4년(268년), 곽익은 건위 사람 양직(楊稷)으로 마융을 대신케 하고, 장군 모경(毛炅), 구진태수 동원(董元) 등을 보내, 교지를 치러 온 오나라 군대를 격파하고 오나라의 교주자사 유준(劉俊)과 전부독 수칙(脩則)을 죽였다. 곽익은 저희를 파견하면서 “성이 포위된 지 100일 내에 항복하면 너희의 가속이 주살될 것이다. 그러나 100일을 넘겼는데도 구원하지 않으면, 내가 죄를 받겠다.”라고 약속했다. 태시 7년(271년), 우사와 도황이 교지를 무너뜨릴 때에는 곽익이 이미 죽고 없어 구원할 수 없었다.

## 같이 보기
- 삼국지 인물 목록